# Atlantic 10 Conference
L'Atlantic 10 Conference est un regroupement de quinze équipes sportives universitaires américaines. Les universités qui composent cette conférence sont pour la plupart située sur la côte est des États-Unis, à l'exception de l'université de Dayton et de l'université Xavier située dans l'Ohio, l'université Butler située dans l'Indiana, l'université de Saint-Louis située dans le Missouri et de l'université Loyola de Chicago située dans l'Illinois. Bien que certains de ses membres soient des universités publiques financées par l'État, la plupart des établissements de la conférence sont privés, et catholiques. La conférence, qui s'appelait autrefois Eastern 8 Conference, comprend aujourd'hui non pas dix mais treize membres permanents, plus un membre affilié (Lock Haven University of Pennsylvania) dont seule participe l'équipe féminine de hockey sur gazon.

## Les 15 membres actuels
| Université                     | Ville, État                | Surnom                   | Année d'adhésion |
| ------------------------------ | -------------------------- | ------------------------ | ---------------- |
| Davidson                       | Davidson, Caroline du Nord | Wildcats                 | 2014             |
| Dayton                         | Dayton, Ohio               | Flyers                   | 1995             |
| Duquesne                       | Pittsburgh, Pennsylvanie   | Dukes                    | 1976             |
| Fordham                        | Bronx, New York            | Rams                     | 1995             |
| George Mason                   | Fairfax, Virginie          | Patriots                 | 2013             |
| George Washington              | Washington, D.C.           | Revolutionaries          | 1976             |
| La Salle                       | Philadelphie, Pennsylvanie | Explorers                | 1995             |
| Loyola Chicago                 | Chicago, Illinois          | Ramblers                 | 2022             |
| Massachusetts (UMass)          | Amherst, Massachusetts     | Minutemen et Minutewomen | 1976             |
| Rhode Island                   | Kingston, Rhode Island     | Rams                     | 1980             |
| Richmond                       | Richmond, Virginie         | Spiders                  | 2001             |
| St. Bonaventure                | Olean, New York            | Bonnies                  | 1979             |
| Saint-Joseph                   | Philadelphie, Pennsylvanie | Hawks                    | 1982             |
| Saint-Louis                    | Saint-Louis, Missouri      | Billikens                | 2005             |
| Commonwealth de Virginie (VCU) | Richmond, Virginie         | Rams                     | 2012             |

Répartition géographique

- UMass quittera l'A-10 en juillet 2025 pour rejoindre la Mid-American Conference. Elle restera membre de l'A-10 en crosse masculine.

### Membres associés
| Université         | Ville, État                  | Surnom           | Année d'adhésion | Sport            | Conférence primaire     |
| ------------------ | ---------------------------- | ---------------- | ---------------- | ---------------- | ----------------------- |
| High Point (en)    | High Point, Caroline du Nord | Panthers (en)    | 2022             | Crosse masculine | Big South               |
| Hobart (en)        | Geneva, New York             | Statesmen (en)   | 2022             | Crosse masculine | Liberty (en) (Div. III) |
| Lock Haven (en)    | Lock Haven, Pennsylvanie     | Bald Eagles (en) | 2010             | Hockey sur gazon | PSAC (en) (Div. II)     |
| Saint-Francis (en) | Loretto, Pennsylvanie        | Red Flash (en)   | 2013             | Hockey sur gazon | NEC                     |

- Saint Francis quittera la Division I de la NCAA en juillet 2026 pour entamer une transition vers la Division III, rejoignant la Presidents' Athletic Conference (en).

## Sports représentés
| Sport                   | Hommes | Femmes |
| ----------------------- | ------ | ------ |
| Athlétisme en plein air | 13     | 15     |
| Athlétisme en salle     | 10     | 13     |
| Aviron                  | –      | 9      |
| Baseball                | 12     | –      |
| Basket-ball             | 15     | 15     |
| Cross-country           | 15     | 15     |
| Crosse                  | 6      | 10     |
| Golf                    | 11     | –      |
| Hockey sur gazon        | –      | 9      |
| Natation et plongeon    | 8      | 11     |
| Soccer                  | 13     | 14     |
| Softball                | –      | 10     |
| Tennis                  | 10     | 13     |
| Volley-ball             | –      | 10     |

## Installations sportives
| Université        | Salle de basket-ball                                                              | Capacité    | Stade de baseball              | Capacité                 | Stade de soccer                   | Capacité |
| ----------------- | --------------------------------------------------------------------------------- | ----------- | ------------------------------ | ------------------------ | --------------------------------- | -------- |
| Davidson          | John M. Belk Arena (en)                                                           | 5 295       | T. Henry Wilson Jr. Field (en) | 700                      | 1992 Team Field at Alumni Stadium | 6 000    |
| Dayton            | University of Dayton Arena                                                        | 13 435      | Woerner Field (en)             | 500                      | Baujan Field (en)                 | 2 000    |
| Duquesne          | UPMC Cooper Fieldhouse (en) (stade principal) PPG Paints Arena (stade secondaire) | 3 50019 100 | Pas d'équipe de baseball       | Pas d'équipe de baseball | Rooney Field (en)                 | 2 200    |
| Fordham           | Rose Hill Gymnasium                                                               | 3 200       | Houlihan Park (en)             | 1 000                    | Coffey Field (en)                 | 7 000    |
| George Mason      | EagleBank Arena (en)                                                              | 10 000      | Spuhler Field (en)             | 900                      | George Mason Stadium (en)         | 5 000    |
| George Washington | Smith Center (en)                                                                 | 5 000       | Barcroft Park (en)             | 1 000                    | Mount Vernon Athletic Fields      | N/C      |
| La Salle          | Tom Gola Arena (en)                                                               | 3 400       | Pas d'équipe de baseball       | Pas d'équipe de baseball | McCarthy Stadium (en)             | 7 500    |
| Loyola Chicago    | Joseph J. Gentile Arena (en)                                                      | 4 963       | Pas d'équipe de baseball       | Pas d'équipe de baseball | Loyola Soccer Park (en)           | 1 000    |
| UMass             | Mullins Center (en)                                                               | 9 493       | Earl Lorden Field (en)         | N/C                      | Rudd Field (en)                   | 2 000    |
| Rhode Island      | Ryan Center (en)                                                                  | 7 657       | Bill Beck Field (en)           | 1 000                    | URI Soccer Complex                | 1 547    |
| Richmond          | Robins Center (en)                                                                | 7 201       | Malcolm U. Pitt Field (en)     | 600                      | E. Claiborne Robins Stadium (en)  | 8 217    |
| St. Bonaventure   | Reilly Center (en)                                                                | 5 480       | Fred Handler Park (en)         | N/C                      | Marra Athletics Field Complex     | N/C      |
| Saint-Joseph      | Hagan Arena (en)                                                                  | 4 200       | Smithson Field                 | 400                      | Sweeney Field                     | 3 000    |
| Saint-Louis       | Chaifetz Arena (en)                                                               | 10 600      | Billiken Sports Center (en)    | 500                      | Hermann Stadium                   | 6 050    |
| VCU               | Siegel Center (en)                                                                | 7 637       | The Diamond                    | 12 124                   | Sports Backers Stadium (en)       | 3 250    |